# Panonija Valerija
Panonija Valerija (lat. Pannonia Valeria), provincija kasnog Rimskog Carstva.

## Povijest
U sklopu reorganizacije države, car Dioklecijan podijelio je 297. Donju Panoniju na Drugu Panoniju i Panoniju Valeriju, koju je nazvao po svojoj kćeri, Galeriji Valeriji. Nakon osnivanja Panonske dijeceze postala je njezin dio. U 4. stoljeću postaje dio prefekture Italije, a kasnije i Ilirije. Proces reorganizacije dovršen je do vladavine Konstantina I. Velikog. Okončana je tijekom hunske i ostrogotske invazije.

## Zemljopis
Sjedište provincije bio je grad Sopijana, današnji Pečuh u Mađarskoj. Provincija je obuhvaćala dijelove današnje Hrvatske i Mađarske.